# Charles Aberg
Charles Aberg a fost un pictor talentat și unul dintre actorii obscuri din grupul lui Andy Warhol, pe care Warhol însuși îi numea ca fiind Warhol Superstars. Aberg a fost unul din personajele principale ale filmului, realizat în 1966, dar niciodată lansat marelui public,  Withering Sights , o interpretare filmică a romanului clasic  Wuthering Heights   de Emily Brontë, tradus în limba română ca La răscruce de vânturi.

## Filmul Withering Sights
Pictorul Aberg a interpretat personajul Heathcliff, în timp ce una din "protejatele" lui Andy Warhol, Ingrid Superstar, a interpretat personajul Cathy, deși la data filmării Warhol o cunoscuse pe Ingrid doar de câteva săptămâni.
Așa cum o făcea cu majoritatea testelor sale (engleză screen test), Warhol a filmat mai multe bobine de film într-o singură ședință de filmare. Aberg fusese îmbrăcat cu o bluză foarte populară în anii 1960, un fel de pulover subțire cu gât, cunoscut în limba engleză ca turtleneck, (gât de broască țestoasă) și părea foarte inconfortabil.
Aberg relocated to Dallas soon afterward, becoming a skilled painter until his death in 1982.